# Uromyces lapponicus
Uromyces lapponicus ist eine Ständerpilzart aus der Ordnung der Rostpilze (Pucciniales). Der Pilz ist ein Endoparasit der Hülsenfrüchtlergattungen Astragalus und Oxytropis. Symptome des Befalls durch die Art sind Rostflecken und Pusteln auf den Blattoberflächen der Wirtspflanzen. Sie ist holarktisch verbreitet.

## Merkmale

### Makroskopische Merkmale
Uromyces lapponicus ist mit bloßem Auge nur anhand der auf der Oberfläche des Wirtes hervortretenden Sporenlager zu erkennen. Sie wachsen in Nestern, die als gelbliche bis braune Flecken und Pusteln auf den Blattoberflächen erscheinen.

### Mikroskopische Merkmale
Das Myzel von Uromyces lapponicus wächst wie bei allen Uromyces-Arten interzellulär und bildet Saugfäden, die in das Speichergewebe des Wirtes wachsen. Ihre Spermogonien wachsen systemisch auf den Wirten. Die zwischen ihnen wachsenden Aecien der Art sind weißlich und becherförmig. Ihre hyalinen Aeciosporen sind 21–25 × 16–20 µm groß, kugelig bis ellipsoid und warzig. Uredien fehlen dem Pilz. Die gold- bis hell zimtbraunen Uredosporen sind 19–25 × 15–20 µm groß, kugelig bis breitellipsoid und stachelwarzig. Die blattunterseitig wachsenden Telien der Art sind zimtbraun, pulverig und unbedeckt. Die zimt- bis goldbraunen Teliosporen sind einzellig, in der Regel kugelig bis breitellipsoid und meist 24–28 × 19–22 µm groß. Ihre Stiele sind farblos.

## Verbreitung
Das bekannte Verbreitungsgebiet von Uromyces lapponicus umfasst die boreale und subboreale Nordhalbkugel.

## Ökologie
Die Wirtspflanzen von Uromyces lapponicus sind diverse Astragalus- und Oxytropis-Arten. Der Pilz ernährt sich von den im Speichergewebe der Pflanzen vorhandenen Nährstoffen, seine Sporenlager brechen später durch die Blattoberfläche und setzen Sporen frei. Die Art durchläuft einen mikrozyklischen Entwicklungszyklus mit Spermogonien, Aecien und Telien. Als autoöker Parasit macht sie keinen Wirtswechsel durch.